# Maria Mazina
Maria Valerjevna Mazina (ryska: Мария Валерьевна Мазина), född den 18 april 1964 i Moskva, Ryssland, är en rysk fäktare som ingick i det ryska lag som tog OS-guld i damernas lagtävling i värja i samband med de olympiska fäktningstävlingarna 2000 i Sydney.